# Clive Palmer (homme politique)
Pour les articles homonymes, voir Clive Palmer et Palmer.
Clive Frederick Palmer, né le 26 mars 1954, est un homme d'affaires et homme politique australien. Il a été membre de la Chambre des représentants de 2013 à 2016.

## Biographie
Conservateur, membre du Parti national d'Australie, puis du Parti libéral national du Queensland, il fonde en 2013 son propre parti, le Parti unifié d'Australie, un parti classé à l'extrême droite de l'échiquier politique australien. 
Il est également à l'origine d'un projet de paquebot Titanic II (réplique du Titanic), et il est le sponsor principal d'un club de deuxième division de rugby à XIII : les Southport Tigers (en).
Il a deux enfants Michael et Emily.
Il possède une fortune approchant les 2 milliards de dollars australiens (en 2021), ce qui le situe parmi les 40 plus grosses fortunes d'Australie.

## Un familier des controverses
En 2012, il prend pour cible Greenpeace qu'il accuse sans preuve d'être financée par la CIA. Des faits démentis non seulement par l'organisation mais aussi par le contre espionnage américain,. 
En 2014, le milliardaire australien manque de créer un incident diplomatique avec la Chine : il traite les Chinois de « bâtards » et accuse le gouvernement chinois « d'avoir tiré sur sa population » lors d'une interview télévisée sur la chaîne Australian Broadcasting Corporation, le 19 août 2014. Il est contraint de s'excuser.

## Soutien au joueur de rugby Israel Folau
Fin des années 2010, un joueur de rugby, Israel Folau, défraie la chronique avec des propos jugés homophobes. Ce comportement lui vaut d'être licencié par la fédération australienne de rugby à XV.
Dès lors, le joueur tente un retour en revenant vers son rugby d'origine, le rugby à XIII, pour trouver un club susceptible de l'accueillir. Mais les clubs treizistes rechignent à le recruter. Contre toute attente, c'est un club français, celui des Dragons catalans qui accepte de l'embaucher.  Conscients de prendre en risque,  les Dragons exigent cependant du joueur qu'il observe le silence et s'abstienne de toute déclaration  devant les médias. Un silence qu'il observera pendant tout son séjour en France. Mais alors, qu'il a un contrat avec le club de Perpignan jusqu'à la fin 2021, Folau, prétextant un problème familial, quitte le club en pleine pandémie du Covid 19 et retourne en Australie. Bien que toujours lié contractuellement au club français, il cherche à se faire recruter par un club de première division australien. C'est à ce moment qu'entre en jeu Clive Palmer.
L'homme d'affaires australien parraine en effet un club de deuxième division du Queensland , les Southport Tigers et c'est précisément ce club qui recrute Folau. Mais Palmer va au-delà et déclare en conférence de presse « qu'il soutenait Folau à 100% » et menace de poursuites judiciaires quiconque pourrait « le défier illégalement ». Mais d'autres déclarations viendront confirmer que l'appui au joueur est plus idéologique. Ainsi il déclare que le joueur est un véritable « modèle pour le sport et le Queensland ». 